# Achim Killer

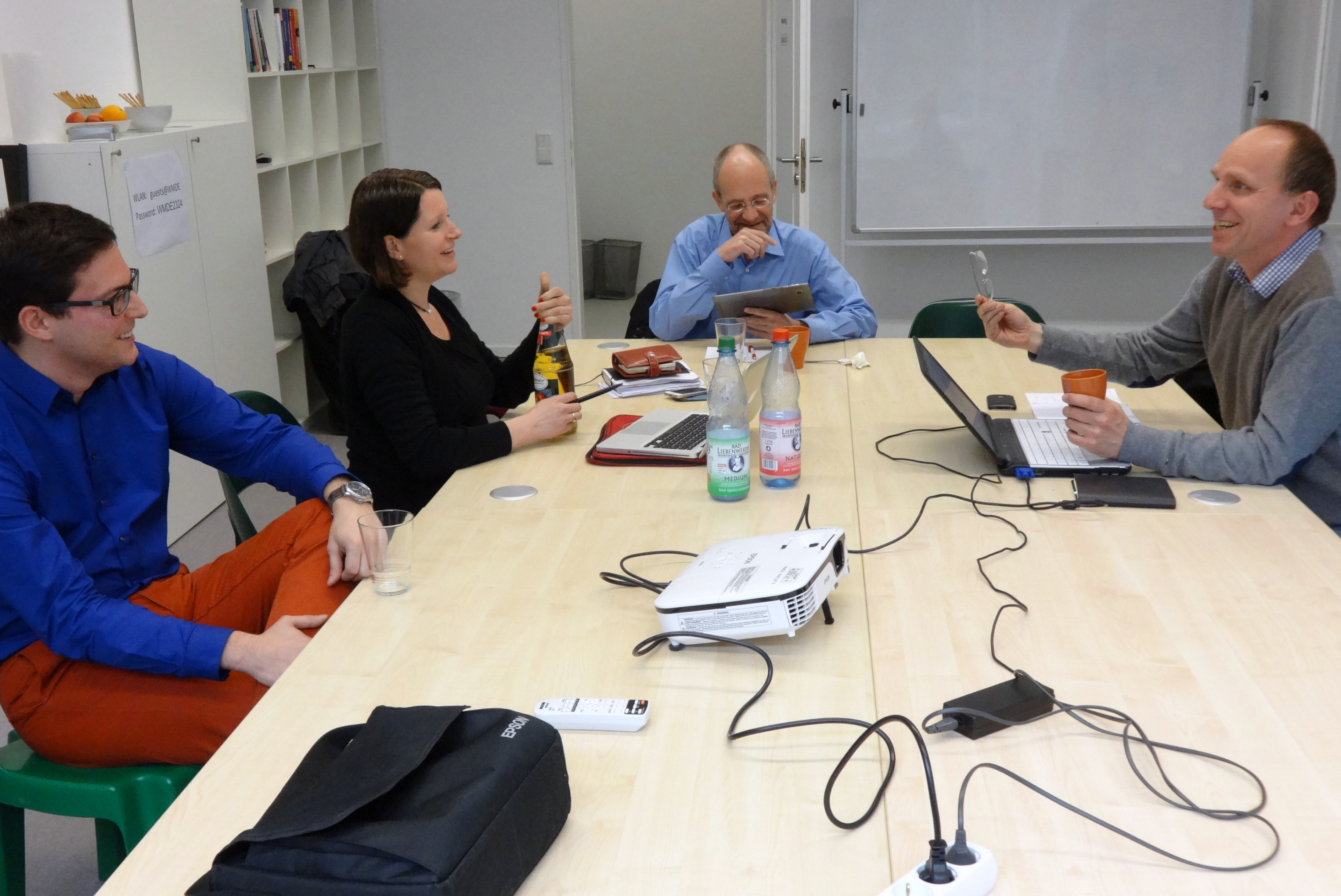
Achim Killer (Mitte) in der Jury für den Zedler-Preis 2014

Achim Killer (* 1957 in Pforzheim) ist ein deutscher Journalist.

## Werdegang
Killer studierte Politikwissenschaft, Philosophie und Volkswirtschaftslehre an der Ludwig-Maximilians-Universität München.
Seitdem arbeitet er als freier Journalist vorwiegend für die ARD. Zwischen 1996 und 2000 war er Ressortleiter Technik bei der Computer Zeitung, Leinfelden-Echterdingen. Bekanntheit in der IT-Branche erlangte er vor allem durch seine zwischen 2000 und 2015 erschienene, glossierende Kolumne für die Internet-Publikation silicon.de. Von 2000 bis 2023 produzierte er wöchentlich die Online-Nachrichten für B5aktuell, die erste regelmäßige ARD-Radiosendung mit dem Schwerpunkt IT-Sicherheit. Unter der Rubrik „Killer’s Security“ wurde sie auch von BR24 publiziert. 2017 wurde Achim Killer mit dem Medienpreis des VDE ausgezeichnet für die „allgemeinverständliche Vermittlung von Computertechnik und Internet“.

## Radioproduktionen für die ARD (Auswahl)
- Vom Rechenknecht zur künstlichen Intelligenz – Der Computer wird 50, Druckfassung in „gehört gelesen – Die besten Sendungen des Bayerischen Rundfunks“, München, Juli 1991[4].
- Deutschlands größtes Reformhaus: Die Post, Druckfassung in „gehört gelesen – Ausgewählte Sendungen des Bayerischen Rundfunks“, München, September 1993
- Kampf gegen Internet-Kriminalität: Zombies im Cyberspace Deutschlandradio Kultur, 2015
- Serie: Digitale Seuchenzüge – Die bekanntesten Computerviren der Geschichte, Deutschlandfunk, Forschung aktuell, Computer und Kommunikation, 2010
- Serien: Die 7 Todsünden der IT-Sicherheit, Deutschlandfunk, Forschung aktuell, Computer und Kommunikation, 2013 und 2017